# Hieracium bicolor
Hieracium bicolor es una especie de planta con flor del género Hieracium, de la familia Asteraceae, orden Asterales.

## Distribución
Hieracium bicolor se distribuye por Francia, Andorra y España.

## Taxonomía
Fue descrita científicamente por Scheele. Fue publicada en Linnaea 31: 654 (1863).